# 埃灵
埃灵是德国巴伐利亚州的一个市镇。总面积39.57平方公里，总人口1864人，其中男性917人，女性947人（2011年12月31日），人口密度47人/平方公里。